# اسکات براون (بازیکن فوتبال، زاده مه ۱۹۸۵)
اسکات براون (انگلیسی: Scott Brown؛ زادهٔ ۸ مهٔ ۱۹۸۵) بازیکن فوتبال اهل بریتانیا است.
از باشگاه‌هایی که در آن بازی کرده‌است می‌توان به یورک سیتی، چستر، مکلسفیلد تاون، مورکم، چلتنهام تاون، ساوتپورت، گریمزبی تاون، آکرینگتون استنلی، فلیتوود، بریستول سیتی، باشگاه فوتبال پورت ویل و هروگیت تاون اشاره کرد.
وی همچنین در تیم‌های ملی فوتبال زیر ۱۷ سال انگلستان، زیر ۱۸ سال انگلستان و زیر ۱۹ سال انگلستان بازی کرده‌است.